# Takastenus djampangensis
Takastenus djampangensis är en stekelart som först beskrevs av Johan George Betrem 1941.  Takastenus djampangensis ingår i släktet Takastenus och familjen brokparasitsteklar. Inga underarter finns listade i Catalogue of Life.